# Lista państw nieprzyjaznych Rosji
     Rosja
     Państwa nieprzyjazne Rosji

Świat z punktu widzenia Rosji:
Rosja
Państwa nieprzyjazne RosjiRepublika Krymu, miasto Sewastopol i część Wschodniej Ukrainy stanowią obszary jednostronnie inkorporowane do Rosji. Na arenie międzynarodowej te obszary są uznawane za część Ukrainy.

Lista państw nieprzyjaznych Rosji (ros. Перечень недружественных стран Российской Федерации) – rozporządzenie Rządu Rosji opublikowane w dniu 14 maja 2021 roku, kilkukrotnie aktualizowane.
Wymienione na liście państwa podlegają postanowieniom dekretu prezydenta Rosji Władimira Putina z 23 kwietnia 2021 roku Nr 243 „O stosowaniu środków wywierania wpływu (przeciwdziałania) na nieprzyjazne działania obcych państw”.

## Zatwierdzone kraje
Od 14 maja 2021 do 5 marca 2022 na liście znajdowały się dwa państwa:
- Czechy
- Stany Zjednoczone

Od 5 marca 2022 na liście państw nieprzyjaznych Rosji znalazły się:
- Albania
- Andora
- Australia
- Czarnogóra
- Islandia
- Japonia
- Kanada
- Korea Południowa
- Liechtenstein
- Macedonia Północna
- Mikronezja
- Monako
- Norwegia
- Nowa Zelandia
- San Marino
- Singapur
- Szwajcaria
- Tajwan
- Ukraina
- Unia Europejska (wszystkie państwa członkowskie)
- Stany Zjednoczone
- Wielka Brytania (w tym  Anguilla,  Brytyjskie Wyspy Dziewicze,  Gibraltar,  Jersey)

23 lipca 2022 lista została uzupełniona o następne państwa i terytoria:
- Bahamy
- Guernsey ( Wielka Brytania)
- Wyspa Man ( Wielka Brytania)

Aktualizacja 29 października 2022:
- Wielka Brytania (łącznie z brytyjskimi terytoriami zamorskimi i dependencją korony brytyjskiej)

## Skutki
Misje dyplomatyczne krajów, uznanych za nieprzyjazne, będą miały ograniczone możliwości zatrudniania pracowników spośród mieszkańców Rosji. Zgodnie z rozporządzeniem z 13 maja 2021 roku liczba pracowników z Rosji w czeskich placówkach dyplomatycznych na terenie Rosji została ograniczona do 19, w amerykańskich – do 0.
Zgodnie z rozporządzeniem z 5 marca 2022 roku państwo, obywatele rosyjscy i firmy, które mają zobowiązania walutowe wobec zagranicznych wierzycieli z listy krajów nieprzyjaznych, będą mogły je spłacać w rublach.